# Maria Carolina da Áustria (1801–1832)
Maria Carolina Fernanda Teresa Josefina Demétria da Áustria (em alemão:  Maria Karolina Ferdinande Theresia Josephine Demetria von Österreich; Viena, 8 de abril de 1801 —  Dresden, 22 de maio de 1832) foi arquiduquesa da Áustria por nascimento e princesa herdeira da Saxônia por casamento com Frederico Augusto II da Saxônia.

## Família e Primeiros anos

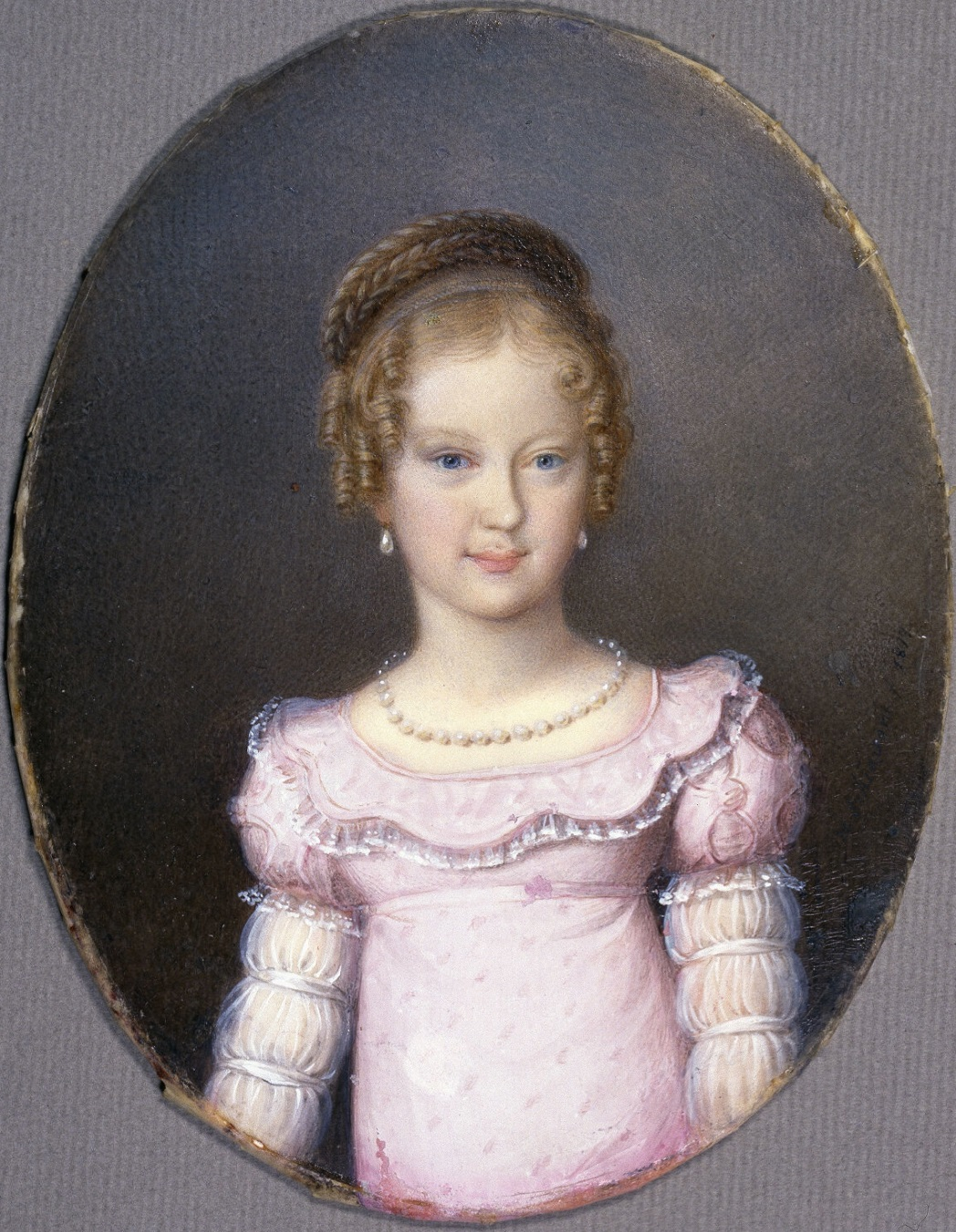
Maria Carolina retratada em 1817, aos 16 anos de idade, pelo pintor italiano Natale Schiavoni.

Maria Carolina era filha de Francisco I da Áustria, imperador do Sacro Império Romano-Germânico e imperador da Áustria, e da princesa Maria Teresa da Sicília. Recebeu seu nome em homenagem a uma irmã que morreu na infância. Foi irmã do imperador Fernando I da Áustria e das imperatrizes Maria Luísa da França e Maria Leopoldina do Brasil. Foi educada de maneira estrita, destacando-se no desenho. Prova disso são vários esboços e carvão vegetal preservados na Áustria, onde sua capacidade neste campo é apreciada.
Seus avós paternos eram o imperador Leopoldo II e a infanta Maria Luísa da Espanha. Seus avós maternos eram o rei Fernando I das Duas Sicílias e a princesa Maria Carolina da Áustria.

## Casamento e Morte
A arquiduquesa casou-se com o príncipe Frederico Augusto por procuração em 26 de setembro de 1819 e em pessoa em 7 de outubro de 1819, em Dresden. Ele era filho de Maximiliano, Príncipe Hereditário da Saxônia e de Carolina de Parma. 
O casamento, que durou 13 anos, foi infeliz e não teve filhos. Maria Carolina era doce e agradável, mas sofria de epilepsia e seus ataques eram tão frequentes que mal conseguia cumprir seus deveres como herdeira da princesa, além de afetar seriamente seu relacionamento conjugal. Frederico Augusto foi infiel em várias ocasiões. De um desses casos, ele teve um filho ilegítimo, o músico Theodor Uhlig (1822-1853). Após longos sofrimentos, Maria Carolina morreu como resultado de um desses ataques em 22 de maio de 1832 no Palácio de Pillnitz, perto de Dresden.
Seu corpo foi enterrado na Catedral da Santíssima Trindade, em Dresden. Um ano depois, Federico Augusto se casou com a princesa Maria Ana de Baviera. 